# Kamajai
Kamajai is een plaats in de gemeente Rokiškis in het Litouwse district Panevėžys. De plaats telt 680 inwoners (2001).